# مونتانا بل
مونتانا بل (انگلیسی: Montana Belle) فیلمی در ژانر وسترن به کارگردانی آلن دوان است که در سال ۱۹۵۲ منتشر شد.

## بازیگران
- جین راسل
- جورج برنت
- اسکات بردی
- فارست تاکر
- اندی دیواین
- جک لمبرت
- جان لیتل
- ری تیل
- استنلی اندروز
- هَنک بل